# Гельбиг, Карл Густав
Карл Густав Гельбиг (нем. Karl Gustav Helbig; 20 июля 1808, Дрезден — 19 марта 1875, Дрезден) — немецкий историк.

## Биография и деятельность
По окончании курса в Лейпцигском университете жил одно время в Варшаве у генерала Левицкого в качестве воспитателя его детей.
Возвратясь в Германию, издал под псевдонимом К. Г. Фреймунд «Комментарии о состоянии Польши под властью России в 1830 году» (Bemerkungen über den Zustand Polens unter russischer Herrschaft im Jahre 1830; Лейпциг, 1831; скан Архивная копия от 22 февраля 2014 на Wayback Machine). В дневнике Гельбига также немало любопытных данных относительно Польши.
Будучи преподавателем истории в Дрездене, Гельбиг воспользовался актами дрезденского архива для целого ряда любопытных монографий по истории 30-летней войны, которые все проникнуты одной тенденцией: доказать, что 30-летняя война была главным образом религиозной войной и что мотивы, вызвавшие участие Швеции в этой войне, также были исключительно религиозного свойства. Густав II Адольф в трудах Гельбига — герой евангелической Германии.

## Издания
- Диссертация (Дрезден, 1840; скан Архивная копия от 22 февраля 2014 на Wayback Machine)  (лат.).

Наиболее примечательны следующие труды Гельбига:
- «Christian-Ludwig Liscow»;
- «Wallenstein und Arnim, 1632—34» (Дрезден, 1850; скан Архивная копия от 22 февраля 2014 на Wayback Machine;
- «Der Kaiser Ferdinand und der Herzog von Friedland während des Winters 1633—34» (Дрезден, 1852; скан Архивная копия от 22 февраля 2014 на Wayback Machine);
- «Gustav-Adolf und die Kurfürsten von Sachsen und Brandenburg, 1630—1632»;
- «Esaias Pufendorfs Bericht über Kaiser Leopold, seinen Hof und die österreichische Politik, 1671—1674» (1862; скан Архивная копия от 22 февраля 2014 на Wayback Machine).